# Cadillac Cimarron
Cadillac Cimarron – samochód osobowy klasy kompaktowej produkowany pod amerykańską marką Cadillac w latach 1981 – 1988. 

## Historia i opis modelu

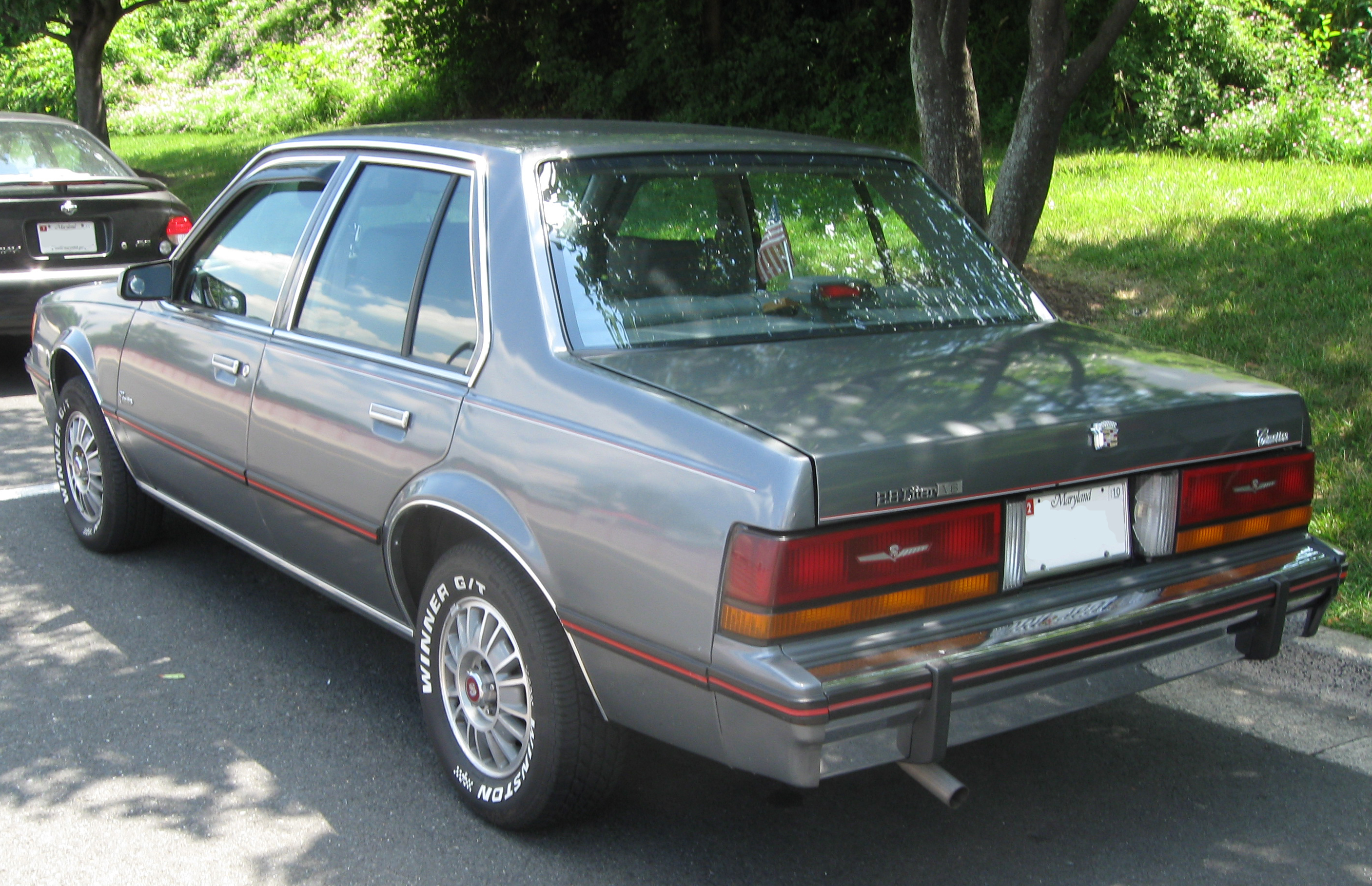
Cadillac Cimarron - tył

Dostępny jako 4-drzwiowy sedan. Do napędu samochodu używano silników R4 o pojemności 1,8 oraz 2,0 litra oraz jednostki V6 2,8 l. Moc przenoszona była na oś przednią poprzez 4-biegową manualną bądź 3-biegową automatyczną skrzynię biegów. Łącznie wyprodukowano 132.499 egzemplarzy.

### Dane techniczne (R4 2.0)
- R4 2,0 l (1986 cm³), 2 zawory na cylinder, OHV
- Układ zasilania: wtrysk EFi
- Średnica × skok tłoka: 88,90 mm × 80,00 mm
- Stopień sprężania: 9,3:1
- Moc maksymalna: 89 KM (65,6 kW) przy 4800 obr./min
- Maksymalny moment obrotowy: 149 N•m przy 2400 obr./min

### Dane techniczne (V6 2.8)
- V6 2,8 l (2829 cm³), 2 zawory na cylinder, OHV
- Układ zasilania: wtrysk EFi
- Średnica × skok tłoka: 88,90 mm × 75,95 mm
- Stopień sprężania: 8,9:1
- Moc maksymalna: 127 KM (93,2 kW) przy 4800 obr./min
- Maksymalny moment obrotowy: 210 N•m przy 3600 obr./min